# Serie A 1897-1898
La Serie A 1897-1898 è stata la 1ª edizione non ufficiale della massima divisione del campionato svizzero di calcio, organizzata e sponsorizzata dal quotidiano ginevrino La Suisse Sportive.
Il Grasshoppers si aggiudicò la vittoria finale, laureandosi prima squadra Campione di Svizzera, seppur in maniera non ufficiale.

## Stagione

### Formula
Le dieci squadre partecipanti vennero suddivise in tre gironi geografici e si affrontarono in un torneo a eliminazione diretta. Le partite che non avevano nessun effetto sull'andamento del campionato, non vennero disputate. Dopo un pareggio l'incontro andava ripetuto per decidere la squadra vincente. Le squadre vincitrici del rispettivo girone si qualificarono successivamente per la fase finale per contendersi il titolo.

## Squadre partecipanti
| Club                  | Città   |
| --------------------- | ------- |
| Le Châteu de Lancy    | Ginevra |
| Grasshoppers          | Zurigo  |
| La Châtelaine Genève  | Ginevra |
| Losanna               | Losanna |
| Maison Neuve          | Vevey   |
| Racing Club de Genève | Ginevra |
| Stade Lausanne-Ouchy  | Losanna |
| Villa Longchamp       | Losanna |
| Yverdon               | Yverdon |
| Zurigo                | Zurigo  |

## Torneo

### Gruppo A
|  | Grasshoppers | 7 – 2 | Zurigo |  |

#### Verdetto
- Grasshoppers qualificato alla fase finale.

### Gruppo B
|  | Villa Longchamp | 1 – 0 | Yverdon |  |

|  | Losanna | 4 – 0 | Maison Neuve |  |

|  | Losanna | 5 – 2 | Villa d'Ouchy |  |

|  | Villa Longchamp | 1 – 0 | Losanna |  |

#### Verdetto
- Villa Longchamp qualificato alla fase finale.

### Gruppo C
|  | Château de Lancy | 4 – 0 | Racing Club |  |

|  | La Châtelaine | 9 – 2 | Château de Lancy |  |

#### Verdetto
- La Châtelaine qualificato alla fase finale.

### Fase finale
Avendo il Grasshoppers vinto entrambe le partite disputate, l'incontro tra il Villa Longchamp e La Châtelaine, inutile ai fini del conseguimento del titolo, non venne disputato.
| Zurigo 19 marzo 1898 | Grasshoppers | 6 – 1 | Villa Longchamp |  |

| Losanna 4 aprile 1898 | Grasshoppers | 2 – 0 | La Châtelaine |  |

## Verdetto finale
- Grasshoppers campione di Svizzera 1897-1898 (non ufficiale).